# Konrad Banaszek
Konrad Kamil Banaszek (ur. 14 lipca 1973) – polski fizyk, specjalista z zakresu technologii kwantowych, profesor nauk fizycznych, pracownik Centrum Nowych Technologii UW CeNT, członek korespondent PAN.

## Życiorys
Uczęszczał do Szkoły Podstawowej nr 18 w Gdyni oraz I Liceum Ogólnokształcącego im. Mikołaja Kopernika w Gdańsku. W okresie szkolnym stypendysta Krajowego Funduszu na rzecz Dzieci. Następnie wieloletni tutor Funduszu, członek jego zarządu (skarbnik), a obecnie Rady.
Absolwent Wydziału Fizyki Uniwersytetu Warszawskiego. W 2000 obronił napisany pod kierunkiem Krzysztofa Wódkiewicza doktorat na temat: Pomiar stanu kwantowego w przestrzeni fazowej, zaś w 2006 habilitację na temat: Wierność w operacjach kwantowych. Od 2013 profesor nauk fizycznych. Obecnie jest kierownikiem Laboratorium Technologii Kwantowych w Centrum Nowych Technologii UW oraz dyrektorem Centrum Optycznych Technologii Kwantowych, koordynatorem naukowym międzynarodowej sieci QuantERA, która wspiera badania z zakresu technologii kwantowych w Europie oraz współzałożycielem spółki Quantum Optical Technologies.
W maju 2022 z jego inicjatywy powołano Klaster Q – Klaster Technologii Kwantowych. W listopadzie 2022 w uznaniu osiągnięć został wybrany członkiem (fellow member) Amerykańskiego Towarzystwa Optycznego Optica. Od 2022 członek korespondent III Wydziału Polskiej Akademii Nauk.
Prowadził badania i odbywał staże m.in. w University of Rochester, Uniwersytecie Oksfordzkim czy Uniwersytecie Mikołaja Kopernika.